# Кубок «Балтики» 2000
Кубок «Балтики» 2000 — XXXIII ежегодный хоккейный турнир в рамках Еврохоккейтура. Состоялся 17—20 декабря 2000 года в Москве. Участники турнира: Россия, Чехия, Швеция и Финляндия. Победитель — сборная России.

## Матчи
| 17 декабря 2000 13:00 | Финляндия | 1 : 2 (0:1, 0:0, 1:1) | Россия | Дворец спорта Лужники, Москва Зрителей: 9000 |

| Отчёт                                                    | Отчёт                       | Отчёт                                                                                 | Отчёт                       | Отчёт                          |
| -------------------------------------------------------- | --------------------------- | ------------------------------------------------------------------------------------- | --------------------------- | ------------------------------ |
|                                                          |                             |                                                                                       |                             |                                |
|                                                          | Киммо Капанен — 00:00-59:48 | Вратари                                                                               | 00:00-60:00 — Виктор Чистов | Судьи: Редбьер Макаров Шелянин |
|                                                          | Голы:                       |                                                                                       |                             | Судьи: Редбьер Макаров Шелянин |
| Ханнис Хювёнен (В. Иммонен, П. Пакаслахти) — (бол) 44:41 | 0:1 0:2 1:2                 | 04:03 — Андрей Евстафьев (О. Ореховский, А. Разин) 40:54 — Андрей Разин (И. Горбушин) |                             | Судьи: Редбьер Макаров Шелянин |
|                                                          |                             |                                                                                       |                             | Судьи: Редбьер Макаров Шелянин |
|                                                          |                             |                                                                                       |                             | Судьи: Редбьер Макаров Шелянин |
|                                                          |                             |                                                                                       |                             | Судьи: Редбьер Макаров Шелянин |
| 10 (6+2+2) мин                                           | Штраф                       | 8 (4+2+2) мин                                                                         |                             | Судьи: Редбьер Макаров Шелянин |
|                                                          |                             |                                                                                       |                             |                                |
|                                                          | 14 (3+6+5)                  | Броски                                                                                | 23 (6+9+8)                  |                                |

| 17 декабря 2000 17:00 | Швеция | 2 : 4 (1:1, 0:1, 1:2) | Чехия | Дворец спорта Лужники, Москва Зрителей: 3000 |

| Отчёт                                                                                   | Отчёт                    | Отчёт | Отчёт                        | Отчёт                                 |
| --------------------------------------------------------------------------------------- | ------------------------ | --- | ---------------------------- | ------------------------------------- |
|                                                                                         |                          | |                              |                                       |
|                                                                                         | Стефан Лив — 00:00-59:52 | Вратари | 00:00-60:00 — Душан Салфицки | Судьи: Леонид Вайсфельд Бирюков Химич |
|                                                                                         | Голы:                    | |                              | Судьи: Леонид Вайсфельд Бирюков Химич |
| Рон Сундин (Н. Фальк, А. Юханссон) — (бол) 10:19 Пьер Хедин (Ульссон, О. Мулин) — 47:55 | 0:1 1:1 1:2 1:3 1:4 2:4  | 06:11 — Виктор Хюбл (П. Востржак) 23:18 — Камил Пирош (Т. Власак) 43:06 — Виктор Уйчик (К. Пирош) 44:37 (мен) — Алеш Коталик |                              | Судьи: Леонид Вайсфельд Бирюков Химич |
|                                                                                         |                          | |                              | Судьи: Леонид Вайсфельд Бирюков Химич |
|                                                                                         |                          | |                              | Судьи: Леонид Вайсфельд Бирюков Химич |
|                                                                                         |                          | |                              | Судьи: Леонид Вайсфельд Бирюков Химич |
| 6 мин                                                                                   | Штраф                    | 12 мин |                              | Судьи: Леонид Вайсфельд Бирюков Химич |
|                                                                                         |                          | |                              |                                       |
|                                                                                         | 37 (8+14+15)             | Броски | 18 (10+5+3)                  |                                       |

| 18 декабря 2000 14:30 | Швеция | 1 : 4 (1:0, 0:2, 0:2) | Финляндия | Дворец спорта Лужники, Москва Зрителей: 1000 |

| Отчёт                                                  | Отчёт                         | Отчёт | Отчёт                                                    | Отчёт                                   |
| ------------------------------------------------------ | ----------------------------- | --- | -------------------------------------------------------- | --------------------------------------- |
|                                                        |                               | |                                                          |                                         |
|                                                        | Андреас Хаделёв — 00:00-60:00 | Вратари | 00:00-29:34 — Киммо Капанен 29:34-60:00 — Юсси Маркканен | Судьи: Сергей Карабанов Захаров Кулаков |
|                                                        | Голы:                         | |                                                          | Судьи: Сергей Карабанов Захаров Кулаков |
| Никлас Фальк (Р. Сундин, А. Саломонссон) — (бол) 08:47 | 1:0 1:1 1:2 1:3 1:4           | 23:07 — Анти Миеттинен (Э. Пирнес, П. Пуйстола) 38:59 — Янни Хассинен (В. Иммонен) 42:22 — Юха Йоэнвяяря (М. Кауппинен) 52:32 — Никлас Хагман (Э. Пирнес, А. Миеттинен), |                                                          | Судьи: Сергей Карабанов Захаров Кулаков |
|                                                        |                               | |                                                          | Судьи: Сергей Карабанов Захаров Кулаков |
|                                                        |                               | |                                                          | Судьи: Сергей Карабанов Захаров Кулаков |
|                                                        |                               | |                                                          | Судьи: Сергей Карабанов Захаров Кулаков |
| 18 мин                                                 | Штраф                         | 14 мин |                                                          | Судьи: Сергей Карабанов Захаров Кулаков |
|                                                        |                               | |                                                          |                                         |
|                                                        | 13 (5+6+2)                    | Броски | 21 (7+4+10)                                              |                                         |

| 18 декабря 2000 18:30 | Россия | 5 : 4 Б (1:2, 1:2, 2:0, 0:0, 1:0) | Чехия | Дворец спорта Лужники, Москва Зрителей: 6500 |

| Отчёт | Отчёт                                                   | Отчёт | Отчёт                       | Отчёт                              |
| --- | ------------------------------------------------------- | --- | --------------------------- | ---------------------------------- |
| |                                                         | |                             |                                    |
| | Виктор Чистов — 00:00-28:58 Вадим Тарасов — 28:58-60:00 | Вратари | 00:00-60:00 — Мартин Прусек | Судьи: Редбьер А. Бирюков И. Химич |
| | Голы:                                                   | |                             | Судьи: Редбьер А. Бирюков И. Химич |
| Валерий Карпов ( А. Кознев) — 07:30 Дмитрий Квартальнов (Д. Быков, П. Дацюк) — (бол) 36:25 Валерий Карпов (А. Разин, Д. Афиногенов) — 43:48 Валерий Карпов (А. Евстафьев) — 57:15 Валерий Карпов — ПБ | 0:1 1:1 1:2 1:3 1:4 2:4 3:4 4:4 5:4                     | 04:31 — Камил Пирош 08:23 — Радек Матейовски (В. Кубинчак, А. Коталик) 26:35 — Виктор Хюбл (П. Востржак) 28:58 (бол) — Виктор Уйчик (К. Пирош, Т. Власак) |                             | Судьи: Редбьер А. Бирюков И. Химич |
| |                                                         | |                             | Судьи: Редбьер А. Бирюков И. Химич |
| |                                                         | |                             | Судьи: Редбьер А. Бирюков И. Химич |
| |                                                         | |                             | Судьи: Редбьер А. Бирюков И. Химич |
| 10 (2+6+0+2) мин | Штраф                                                   | 22 (16+4+2+0) мин |                             | Судьи: Редбьер А. Бирюков И. Химич |
| |                                                         | |                             |                                    |
| | 44 (16+13+12+2)                                         | Броски | 20 (6+9+4+1)                |                                    |

| 20 декабря 2000 14:30 | Чехия | 6 : 2 (3:2, 3:0, 0:0) | Финляндия | Дворец спорта Лужники, Москва Зрителей: 1100 |

| Отчёт | Отчёт                           | Отчёт                                                                                 | Отчёт                                                    | Отчёт                                  |
| --- | ------------------------------- | ------------------------------------------------------------------------------------- | -------------------------------------------------------- | -------------------------------------- |
| |                                 |                                                                                       |                                                          |                                        |
| | Душан Салфицки — 00:00-60:00    | Вратари                                                                               | 00:00-29:24 — Киммо Капанен 29:24-60:00 — Юсси Маркканен | Судьи: Михаил Бутурлин Кулаков Захаров |
| | Голы:                           |                                                                                       |                                                          | Судьи: Михаил Бутурлин Кулаков Захаров |
| Ярослав Глинка (Р. Мартинек, В. Хюбл) — 11:18 Камил Пирош (Р. Тесаржик, Т. Власак) — (бол) 16:47 Ярослав Глинка (А. Пиша, В. Хюбл) — 17:49 Камил Пирош (Т. Власак) — 27:18 Петр Сикора (Я. Кудрна) — 29:24 Радек Матейовски (П. Чаянек, Д. Салфицки) — (мен) 34:15 | 0:1 0:2 1:2 2:2 3:2 4:2 5:2 6:2 | 03:03 — Ханнис Хювенен (С. Палсола) 06:29 (бол) — Вили Иммонен (Х. Хювенен, Й. Писто) |                                                          | Судьи: Михаил Бутурлин Кулаков Захаров |
| |                                 |                                                                                       |                                                          | Судьи: Михаил Бутурлин Кулаков Захаров |
| |                                 |                                                                                       |                                                          | Судьи: Михаил Бутурлин Кулаков Захаров |
| |                                 |                                                                                       |                                                          | Судьи: Михаил Бутурлин Кулаков Захаров |
| 14 мин | Штраф                           | 12 мин                                                                                |                                                          | Судьи: Михаил Бутурлин Кулаков Захаров |
| |                                 |                                                                                       |                                                          |                                        |
| | 34 (20+7+7)                     | Броски                                                                                | 20 (5+11+4)                                              |                                        |

| 20 декабря 2000 18:30 | Россия | 1 : 0 (0:0, 1:0, 0:0) | Швеция | Дворец спорта Лужники, Москва Зрителей: 9000 |

| Отчёт                                | Отчёт                       | Отчёт   | Отчёт                         | Отчёт                                   |
| ------------------------------------ | --------------------------- | ------- | ----------------------------- | --------------------------------------- |
|                                      |                             |         |                               |                                         |
|                                      | Вадим Тарасов — 00:00-60:00 | Вратари | 00:00-58:26 — Андреас Хаделёв | Судьи: Владимир Шиндлер Шелянин Макаров |
|                                      | Голы:                       |         |                               | Судьи: Владимир Шиндлер Шелянин Макаров |
| Павел Дацюк (Д. Квартальнов) — 22:33 | 1:0                         |         |                               | Судьи: Владимир Шиндлер Шелянин Макаров |
|                                      |                             |         |                               | Судьи: Владимир Шиндлер Шелянин Макаров |
|                                      |                             |         |                               | Судьи: Владимир Шиндлер Шелянин Макаров |
|                                      |                             |         |                               | Судьи: Владимир Шиндлер Шелянин Макаров |
| 10 мин                               | Штраф                       | 10 мин  |                               | Судьи: Владимир Шиндлер Шелянин Макаров |
|                                      |                             |         |                               |                                         |
|                                      | 21 (8+7+6)                  | Броски  | 18 (6+7+5)                    |                                         |

## Итоговая таблица
| М | Сборная   | И | В | ВО | ПО | П | ШЗ | ШП | О |
| - | --------- | - | - | -- | -- | - | -- | -- | - |
| 1 | Россия    | 3 | 2 | 1  | 0  | 0 | 8  | 5  | 8 |
| 2 | Чехия     | 3 | 2 | 0  | 1  | 0 | 14 | 9  | 7 |
| 3 | Финляндия | 3 | 1 | 0  | 0  | 2 | 7  | 9  | 3 |
| 4 | Швеция    | 3 | 0 | 0  | 0  | 3 | 3  | 9  | 3 |

## Лучшие игроки
| Вратарь    | Душан Салфицки |
| Защитник   | Илкка Миккола  |
| Нападающий | Валерий Карпов |

## Лучшие бомбардиры
|   | Игроки         | Голы | Пасы | Очки |
| - | -------------- | ---- | ---- | ---- |
| 1 | Камил Пирош    | 4    | 2    | 6    |
| 2 | Валерий Карпов | 4    | 0    | 4    |
| 3 | Виктор Хюбл    | 2    | 2    | 4    |
| 4 | Томаш Власак   | 0    | 4    | 4    |

## Победитель
| Победитель Кубка «Балтики» 2000 |
| Россия                          |